# Kazurō Watanabe
Kazurō Watanabe (jap. 渡辺 和郎, Watanabe Kazurō; * 1. Mai 1955 in Kushiro, Hokkaidō) ist ein japanischer Amateurastronom und Mitglied der Japanischen Astronomischen Gesellschaft.
Watanabe ist zusammen mit Kin Endate Entdecker von mehr als 500 Asteroiden. Er ist Autor bzw. Co-Autor der japanischen Publikationen Shōwakusei Hunter (小惑星ハンター, shōwakusei hantā, dt. „Asteroidenjäger“), Tentai Shashin Manual (天体写真マニュアル, tentai shashin manyuaru, dt. „Himmelskörperfotografiehandbuch“), Bokura no Yume no Hoshizora (僕らの夢の星空, dt. „Der Sternenhimmel unserer Träume“) und anderen. Ferner schreibt er häufig Artikel in der monatlich erscheinenden japanischen Zeitschrift Gekkan Tenmon Guide (月刊天文ガイド, gekkan tenmon gaido, dt. „Monatlicher Astronomieführer“).
Der Asteroid (4155) Watanabe ist nach ihm benannt.

## Einige Asteroiden, die von Kazuro Watanabe benannt wurden
- (6562) Takoyaki (たこ焼き, benannt nach Tako-yaki)
- (7241) Kuroda (黒田)
- (12127) Mamiya (間宮, benannt nach Mamiya Rinzō)
- (12713) Tentaikojo (天体工場, Tentai kōjō, dt. „Himmelskörperfabrik“, ein Museum in Sapporo)
- (46610) Bésixdouze